# Televisión Nacional de Chile
Televisión Nacional de Chile, abbreviato TVN, è l'ente televisivo pubblico cileno, creato nel 1969.
TVN è una delle più importanti televisioni non private presenti in Sud America.

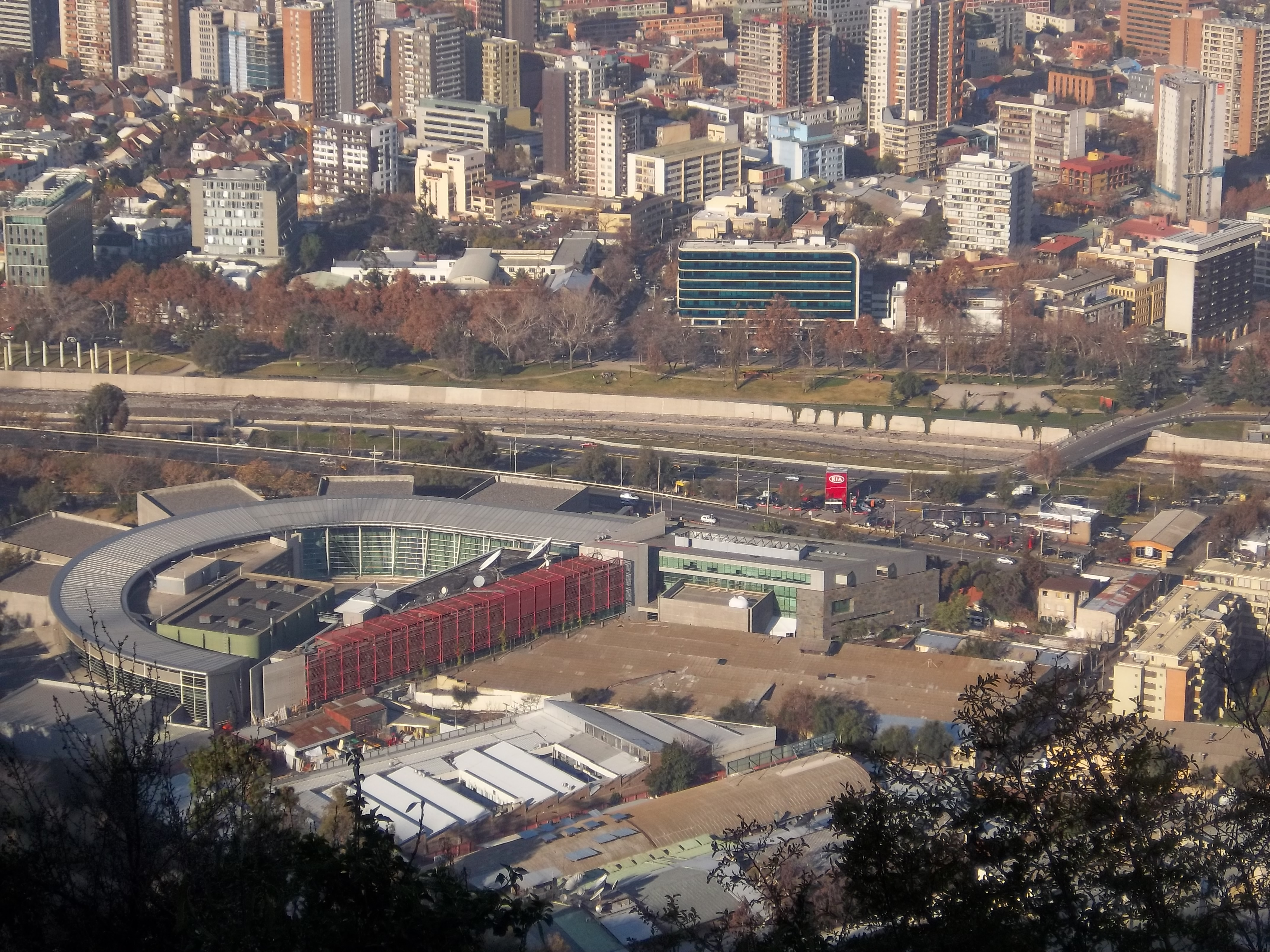
Sede centrale di TVN a Santiago, Cile.

## Principali programmi
- Buenos Días a Todos
- Hijos del Monte
- Los Pincheira
- Dr. House
- 24 Horas
- El Baile en TVN
- 31 Minutos
- Cachureos
- Último Minuto
- La Ruta de Amazonía
- Hora 25
- La Cultura Entretenida
- Mea Culpa
- Pasiones
- Calle 7
- Se Habla Español
- Digan lo que Digan
- Témpano
- El Laberinto de Alicia
- Aquí Mando Yo
- Esperanza
- Su Nombre es Joaquín
- Pobre Rico
- Reserva de Familia
- Separados
- Solamente Julia
- Dos por Uno

## Loghi

1969-1978
1978-1984
1984-1986
1986-1990
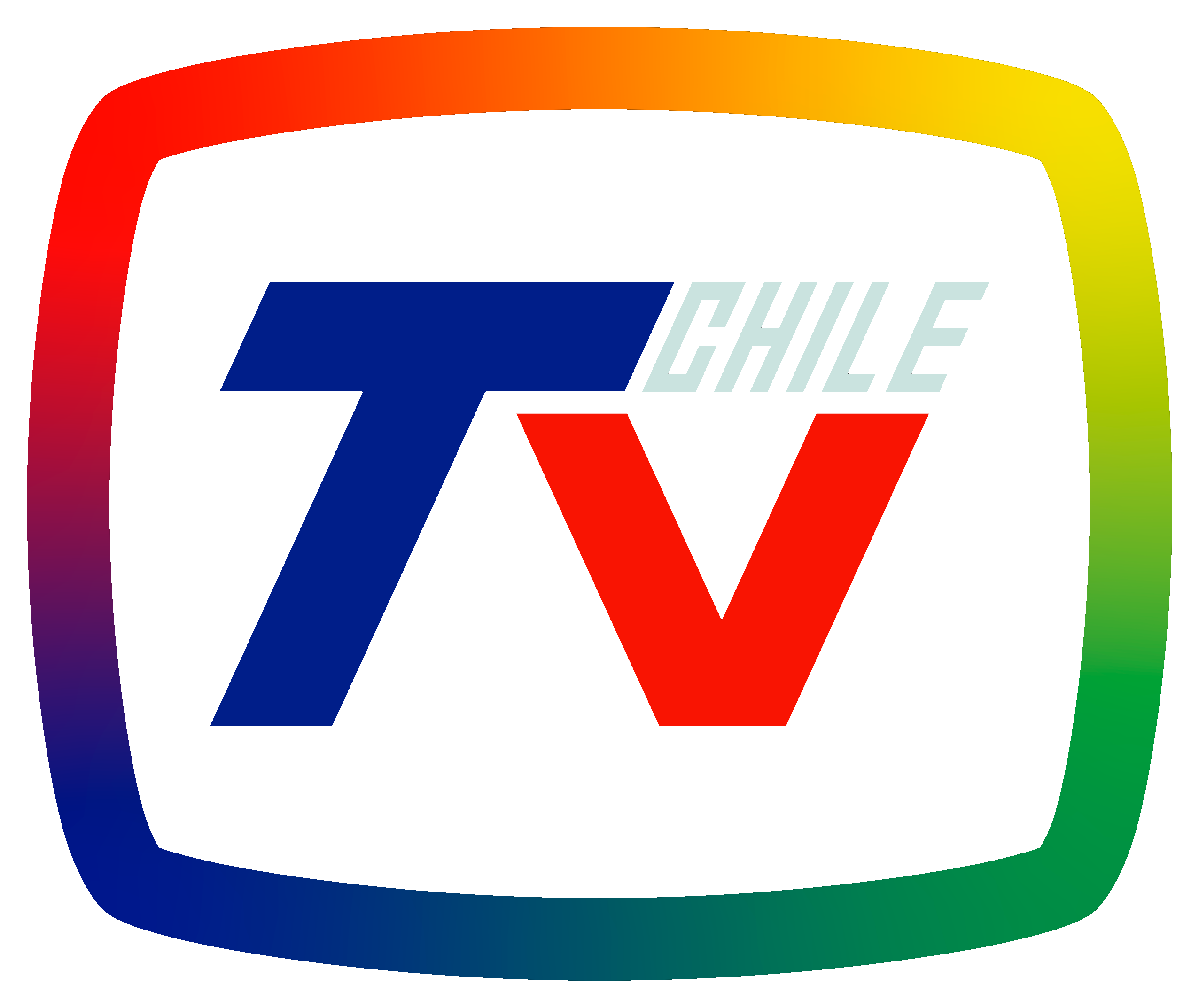
1990
1990-1993
1993-1996
1996-2004
2004-2016
2016-2020
2020–.

## Emittenti regionali affiliate
- TVN Red Tarapacá (Iquique)
- TVN Red Antofagasta (Antofagasta)
- TVN Red Atacama (Copiapó)
- TVN Red Coquimbo (La Serena)
- TVN Red Valparaíso (Valparaíso)
- TVN Red O'Higgins (Rancagua)
- TVN Red Maule (Talca)
- TVN Red Biobío (Concepción)
- TVN Red Araucanía (Temuco)
- TVN Red Austral (Punta Arenas)